# Entomophthora chromaphidis
Entomophthora chromaphidis är en svampart som beskrevs av O.F. Burger & Swain 1918. Entomophthora chromaphidis ingår i släktet Entomophthora och familjen Entomophthoraceae.   Inga underarter finns listade i Catalogue of Life.